# 英雄時代 (テレビドラマ)
『英雄時代』（えいゆうじだい、영웅시대）は、2004年7月5日から2005年3月1日まで韓国のMBCで放送されたテレビドラマ。全70話。

## ストーリー
韓国政財界が政治資金疑惑で揺れる中、韓国屈指の財閥である世紀グループにも検察の捜査が及び、連日厳しい取調べを受けるチョン・サグク会長がグループの行く末を案じて、自社ビル18階の執務室から飛び降り自殺した。彼の葬儀に集まった人々は、今日の財閥の基礎を築いた創業者チョン・テサンを回顧し、チョン・テサンが通り抜けてきた時代を思い浮かべる。
- 第1話

既に故人となっているチョン・テサンを思い起こす。時代は現代。
- 第2話-第5話

チョン・テサンの少年期。時代は日本統治下の朝鮮。
- 第6話-第38話

チョン・テサンの青年期。時代は日本統治下、そして独立回復と朝鮮戦争期まで。
- 第39話-第70話

チョン・テサンの壮年期。時代は朴正煕による革命決起から高度経済成長期まで。

## 主な登場人物
- チョン・テサン（少年期:ペク・ソンヒョン、青年期:チャ・インピョ、高老年期:チェ・ブラム）

ヒュンダイ創業者の鄭周永がモデルになっている人物。チョン・テサンが築き上げる「世紀建設」はヒュンダイの原点である「現代建設」をモデルにしたもの。情熱的で行動的な性格。他社が尻込みする難しい仕事を率先して取り、「世紀建設」を一大財閥に発展させた。
- イルグク（長男）－ソソンとの間の子。優秀で気が優しいが、仕事では失敗続き。世紀電工社長に命じられるが、程なく交通事故死を遂げる。
  - エミ（長男の嫁）－アメリカ留学中に知り合い結婚する。仕事がうまく行かないイルグクを案じ、二人でクリーニング店を開く夢を持っていたが、がんに侵されイルグクとほぼ同刻にこの世を去る。
    - ウナ（娘）－幼くして両親を失う

- イグク（次男）－大学でラグビー部主将を務めた体育会系の人物。後に世紀自動車社長となる。
- サムグク（三男）－気の優しい青年。会社勤めが合わず重度のうつ病となり、療養中に名ばかりの世紀アルミニウム社長に任ぜられるが、遺書を残して失踪する。
- サグク（四男）－後の世紀グループ会長。作品冒頭で自殺する。オグク同様、本編中に登場することはなかった
- オグク（五男）－サグクとともに一族で最も頭が良いと噂されたが、受験中、留学中などの理由により、本編中に登場することはなかった。

- ヒョン・ヨンスン（キム・ジユ）

チョン・テサンの妻。チョン・テサンが外で作った子供達も自分の子供として育てる。
- パク・ソソン（キム・ジス）

チョン・テサンと同郷の女性。少年期のチョン・テサンと結婚の約束をするが、身分違いとして結婚は許されず「芸妓」として生きる決心をする。チョン・テサンとの間に子供（チョン・イルグク）が出来るがチョン・テサンの妻に子供を預ける。軍事慰問団の歌手として戦地を巡る中、共産ゲリラの襲撃を受け死亡する。
- グク・デホ（青年期:チョン・グァンリョル、高老年期:チョン・ウク）

サムスングループ創業者の李秉喆がモデルになっている人物。グク・デホが築き上げる「大韓物産」はサムスングループの原点である「三星商会」をモデルにしたもの。学生時代に京城駅で、スリに襲われている少年チョン・テサンを助ける。カン・ユングンのもとでチョン・テサンと再会し、企業家として友人になる。温厚で人当たりが良く誰にでも好かれる性格。しかし、企業家としては側近や自分の息子達が震え上がるような冷酷な判断を下せる人物である。
- チョルミン（長男）－豪腕経営者で強引な手法を好むため周囲の反発を買い、後継者レースから脱落する。
- チョルスン（次男）－反チョルミン派の支持を集めるが、兄と父に弓を引くこととなり、後継者レースから脱落する。
- チョルギュ（三男）－サムスングループ後継者の李健熙がモデルになっている人物。成長につれ、未来を見通す眼を持っているとグク・デホに高く評価され、後継者となる。

- カン・ユングン（イ・ヨンフ）

金貸しの老人。担保は取らず人を見て金を貸す。チョン・テサンやグク・デホなど若く才能のある企業家を、資金面で支える。
- カン・ヘヨン（イ厶・ジウン）
カン・ユングンの娘。チョン・テサンに恋心を抱いている。朝鮮動乱時には父親の遺産を元手に釜山の両替商を牛耳り、影からチョン・テサンに資金援助をする。チョン・テサンとの間に子供をもうけるが、チョン・テサンの妻に子供を預けて姿を消す。

- チャン・インギュ（ム・ジュンホン）

子供時代からのチョン・テサンの友人。晩年は重役としてチョン・テサンを支える。
- チョン・テヒ（ハン・ヘジン）

チョン・テサンの妹。経理担当から経理部長、経理担当常務としてチョン・テサンを支える。
- カン・チョルグン（キム・ハクチョル）

六大州建設の経営者。チョン・テサンやグク・デホを利用し甘い汁を吸おうとする。カン・ユングンを騙して金を奪ったり、讒言によりチョン・テサンを陥れ共産ゲリラとして処刑させようとしたことも。
- 朴正煕（トッコ・ヨンジェ）

アフリカより貧しいと言われた祖国を憂い革命決起した軍人、後に大統領。チョン・テサンやグク・デホら企業家を利用して、漢江の奇跡と呼ばれる経済発展を指導する。
- 朴鍾圭（イ・ギュボク）
朴正煕とともに革命決起した青年将校。後に大統領警護室長に就任、強権を揮い「泣く子も黙る大統領警護室」と国民から恐れられる。
- 車智澈（チョン・フンチェ）
朴正煕とともに革命決起した青年将校。後に国会議員に当選し、与党議員として国会対策にあたる。朴正煕に心酔しており、朴正煕からかわいがられる。
- 金鍾泌（チョン・ジェゴン）
朴正煕とともに革命決起した青年将校。後に韓国中央情報部部長。朴正煕の腹心として韓日国交回復交渉を行った後、与党議長として国会対策にあたる。
- 金炯旭（ソン・ホギュン）
朴正煕の革命決起を支持する陸軍士官学校第11期生、大佐。後に韓国中央情報部部長として、豪腕を揮う。
- 李厚洛
朴正煕の革命決起を支持する軍人。後に大統領広報室長として、硬軟織り交ぜて企業人を利用していく。

- パク・デチョル（ユ・ドングン）

李明博（第17代大韓民国大統領）がモデルになっている人物。学生活動家として投獄されるがチョン・テサンから才能を見出され、「世紀建設」で頭角を現す。作品冒頭では国会議員として登場する。

## エピソード

### 政治的圧力の疑惑
作品の後半に入ったところで、視聴率の低迷と作品の制作を巡って制作側と俳優側との間に深刻な対立が生じ、撮影が立ち行かなくなった。制作側は俳優側に謝罪して、予定を切り上げ70回で早期終映することで決着した。しかし最終回が近づくにつれ視聴率が上向き20%を超える回もあったため、視聴率20%を超えれば早期終了をしないという約束を破ったことに対する謝罪を求めて俳優達が撮影拒否を起こす手前まで行ったがMBC側が謝罪して決着した。韓国近代史の微妙な政治状況を描写する作品であり、政府からの何らかの圧力があったのではないかとの噂も出た。

### 言語
韓国向けの作品であるため、当然、登場人物は朝鮮語を話す。このため、金鍾泌中央情報局長が訪日し日本の大平正芳外務大臣と会談する場面では、大平正芳が流暢な朝鮮語を話しているため、この作品を鑑賞する日本人にとっては少々違和感を覚えることも否めない（これはこの作品に限らず、他のドラマにおいても日本人役は韓国人俳優が演じており、いずれも朝鮮語を話している（「第5共和国」の瀬島龍三伊藤忠商事会長役など）。）。一方では、日本統治時代の一部シーン、日本の商社との電話連絡や訪日しての商談の際には日本語を使っており、朴正煕大統領が日本訪問時に一部日本語を使って対談したことも忠実に再現されている。日本語を使うシーンでは、各俳優とも流暢に日本語を話している。また、日本企業との合弁事業においては、日本企業側が実名で登場する（三洋電機、三菱自動車など）。

### 演出
作品では朝鮮の日本統治時代も描いているが、感情的な反日描写ではなく日本統治下の社会的な構造、人々の暮らしを素朴に表現するに留めている。また、朝鮮戦争時の朝鮮人民軍に対しては、夜闇を無言で行進する人民軍兵士と表現するに留めている。これらの抑制の効いた表現により、支配者としての日本の理不尽さ、朝鮮人民軍の不気味さを演出している。
また、朴大統領とケネディ大統領との会談など、重要な歴史については当時の記録写真、記録フィルムを作品中に挿入し、歴史を思い起こさせる演出がある。

## スタッフ
- 監督:ソ・ウォンヨン、パク・ホンギュン
- 作家:イ・ファンギョン